# Maniago
Maniago (furlansko Manià) je  italijansko mesto in občina s skoraj 12.000 prebivalci v deželi Furlanija-Julijska krajina, na robu furlanske ravnine in na vznožju Karnijskih Predalp ter narodnega parka Parco Naturale Dolomiti Friulane. 
Mesto se še danes v italijanskem prostoru in tudi širše imenuje »mesto nožev« (città dei coltelli), saj je znano po svoji večstoletni nožarski obrtni in industrijski tradiciji.

## Zgodovina
Pri strateški lokaciji Maniaga na zahodnem robu furlanske nižine so vedno imele pomembno vlogo lokalne poti, kasneje ceste, ki so iz ravnice vodile preko gorskih prelazov nad dolinami rek Cellina, Colvera in Meduna. Sledovi človeške poselitve tukaj segajo v obdobje neolitika, o čemer pričajo najdbe v jamah na gori San Lorenzo, posebej še ostanki predmetov iz gline in kamna, ki izpričujejo možnost obstoja predzgodovinskih naselbin na tem območju. 
Kasneje so se na območju današnjega mesta in v okolici naselili Kelti, ki so na območju Furlanije živeli že od 3. stoletja pred našim štetjem. Iz tega obdobja so se do danes ohranili zgolj nekateri običaji, kot je prižiganje kresov ob Epifaniji (prazniku Svetih treh kraljev). 
Več ostalin in dokumentiranih virov je iz obdobja poselitve Rimljanov, začenši že z imenom naselja Maniago, ki ima korenine v latinščini, vendar s keltsko končnico -aco, in z morebitnim pomenom »ozemlje Maniliusa«. Pogoste so najdbe nagrobnikov in kovancev z latinskimi napisi iz rimskega obdobja, posebej še ob nekdanji cesti, ki je več stoletij povezovala naselbine Concordia, San Quirino, San Foca, preko prehoda čez reko Cossano dosegla Maniago in se nadaljevala naprej v gorovje, po južnem obronku gore San Lorenzo.
V osmo stoletje segajo nekateri fragmenti kipov na fasadi mestne župnijske cerkve (Duomo), potem, ko so leta 568 v Furlanijo prispeli Langobardi ter se naselili tudi v Maniagu in okolici, najverjetneje ob vznožju gore Fara, katere toponim je imel v njihovem jeziku pomen družina. 
Prvi ohranjeni pisni vir, v katerem se navaja ime naselja, je latinska listina cesarja Otona II., ki jo je iz Ravene poslal oglejskemu patriarhu Rodoaldu in s katero potrjuje lastništvo nekaterih posesti v okolici naselja, vključno s »cortem que Maniacus«. V tem dokumentu iz 12. januarja 981 so jasno opisane meje tega dvora, med rekami Cellina in Del Rivo, do cerkve Mercadella in cerkve potujoče Marije (it. Santuario Madonna della Strada) pri današnjem naselju Fanna.
Kljub dejstvu, da se je center mesta postopoma širil, je Maniago ohranil nekatere dragocene spomenike, ki prikazujejo zgodovino mesta skozi stoletja, posebej še iz obdobja vladavine Beneške republike. Posebno pozornost zaslužita predvsem župnijska cerkev, posvečena mučencu in škofu sv. Mavru iz Poreča, ter ruševine gradu rodbine Attimis-Maniago, zgrajenega verjetno v XI. stoletju in opuščenega po potresu v XV. stoletju.

### Potres leta 1976
Leta 1976 je predvsem središče mesta v veliki meri razdejal uničujoči potres, ki na srečo ni terjal življenj, je pa v dobršni meri uničil in poškodoval številne zgradbe. Po potresu so mesto postopoma obnovili, uporabljajoč kriterije protipotresne gradnje, preveč poškodovane stavbe pa nadomestili z novimi.

## Industrija nekoč in danes
Maniago slovi po večstoletni tradiciji proizvodnje raznovrstnih rezil, najrazličnejših nožev in škarij, ki je iz obrti prerasla v industrijo.
Pisno zgodovino veščih mestnih kovačev lahko sledimo vsaj od leta 1453, ko je Nicolò iz Maniaga Magistrat za vode beneške republike (Magistrato alle Acque) zaprosil za dovoljenje, na podlagi katerega bi lahko do svoje kovačnice speljal vodo iz potoka Colvera. 
Vsaj od petnajstega stoletja dalje so tukajšnji mojstri v večjih in manjših obrtnih delavnicah, opremljenih s kladivi ter brusi na vodni pogon, izdelovali nože, sekire in rezila različnih oblik, velikosti in namenov, s katerimi so oskrbovali ne samo gospodinjstva, razne obrtnike in kmetovalce, ampak tudi vojsko Beneške republike.

## Muzeji in zasebne zbirke

### Muzej kovaštva in proizvodnje rezil
V stavbi prve velike mestne tovarne rezil iz leta 1907 je od 1998 odprt Muzej kovaštva in proizvodnje rezil (it. Museo dell'Arte Fabbrile e delle Coltellerie), v katerem so predstavljene zgodovina, osnove in posamezni postopki ter predvsem številni izdelki nekdanje in sedanje metalurško-nožarske industrije v mestu. 

## Opis mesta
Maniago se danes razteza pod južnim vznožjem gora San Lorenzo in Jauf, na vzhodu je ob bregu potoka Colvera nekdanja obrtna cona, središče zgodovinske četrti Maniago centro predstavlja trg Italija, ki je največji v Furlaniji, na robu katerega stoji župnijska cerkev (duomo) sv. Mavra, ena od najbolj pomembnih predstavnikov poznogotske sakralne arhitekture furlanskega tipa. 
Mesto se proti zahodu nadaljuje s četrtjo Maniago di mezzo, še bolj proti zahodu pa s četrtjo Maniagolibero, katerega središče predstavlja trg Cavour, z župnijsko cerkvijo sv. Modesta in Crescenzije. Južno od železniške proge, zgrajene leta 1930, se po ravnici razteza četrt Sud Ferrovia, z novo industrijsko cono. Ob cesti Marka Pola se nahaja športni center z nogometnim stadionom, športno dvorano, igrišči za tenis in druge športe. Maniagu sosednje naselja in občinska središča so Andreis, Arba, Fanna, Frisanco, Montereale Valcellina, San Quirino, Vajont in Vivaro.

## Galerija
- Župnijska cerkev sv. Mavra
- Poslikava v prezbiteriju župnijske cerkve
- Ruševine gradu Maniago
- Trg Italija s fontano
- Palača Attimis-Maniago na trgu Italija
- Largo San Carlo

V središču mesta je tudi več specializiranih prodajaln, v katerih so naprodaj predvsem najrazličnejši noži, bodala, škarje, pa tudi sablje in meči. Mesto je znano tudi zaradi proizvodnje replik srednjeveškega orožja in opreme, predvsem za zbiralce, ki so jih in jih uporabljajo tudi pri snemanjih filmov z zgodovinsko tematiko (npr. Konan Barbar, Pogumno srce, Robin Hood: princ tatov (1991) in drugih).

## Šport
- Maniago je od 2. do 5. avgusta 2018 gostil Svetovno prvenstvo cestnih kolesarjev invalidov paraplegikov (2018 UCI Para-cycling Road World Championship) [2]